# Bandera de Bonaire
La bandera de Bonaire és la bandera d'aquesta mateixa illa i conté els colors groc, negre, vermell, blanc i blau.
Es troba en ús des del 15 de desembre de 1981. El 11 de desembre de 1981 va ser redactada l'ordenança insular que n'establí l'adopció i les seves especificacions. El vexil·lòleg estatunidenc Whitney Smith va donar les indicacions per disseny de la bandera de Bonaire. Per tal d'escollir-ne el disseny es va fer un concurs entre la població de l'illa. Com que no hi hagué cap disseny guanyador convincent entre els dissenys participants, la bandera es va crear amb la combinació de diversos dels dissenys i va ser creada pel llavors president del comitè de banderes, el senyor Frans Booi.

## Disseny
La bandera té tres franges de colors groc, blanc i blau que van de baix a l'esquerra a dalt a la dreta. Conté majoritàriament el color blau fosc amb una cantonada superior esquerra groga i una franja diagonal blanca intermèdia que conté una rosa dels vents negra i una estrella vermella de sis puntes al seu interior. La mida i la col·locació dels colors i símbols es determinen segons proporcions matemàtiques indicades.

## Simbolisme
Les línies diagonals són el símbol de la tendència a l'alça en el creixement i desenvolupament de Bonaire. La franja groga fa referència al sol i a les flors grogues de la vegetació autòctona de Bonaire, en particular la kibrahacha que floreix un cop l'any. La franja blanca representa la pau, la llibertat i la puresa. La franja blava fa referència al cel i també al mar, que connecta Bonaire amb el món i té un paper destacat en l'economia.
L'estrella vermella representa la sang que els habitants de Bonaire han vessat per alliberar-se dels enemics i simbolitza la seva perseverança. Els punts de l'estrella fan referència als sis nuclis residencials tradicionals de l'illa: Rincon, Nort di Saliña, Antriol, Nikiboko, Tera Kora i Playa.
La rosa dels vents fa referència a la fama dels habitants de l'illa com a bons mariners i pescadors. També representa l'estabilitat, les relacions econòmiques, diplomàtiques i culturals en totes direccions.